# Manawa frondosa
Manawa frondosa är en spindelart som beskrevs av Forster 1970. Manawa frondosa ingår i släktet Manawa och familjen Desidae. Inga underarter finns listade i Catalogue of Life.